# 奥佐勒
奥佐勒（法語：Ozolles，法語發音：[ozɔl]）是法国索恩-卢瓦尔省的一个市镇，属于沙罗勒区。

## 地理
奥佐勒（46°22'55"N, 4°21'1"E）面积27.2 平方千米，位于法国勃艮第-弗朗什-孔泰大區索恩-卢瓦尔省，该省份为法国中部省份，北起顺时针与科多尔省、汝拉省、安省、罗讷省、卢瓦尔省、阿列省和涅夫勒省接壤。
与奥佐勒接壤的市镇（或旧市镇、城区）包括：旺德内斯莱沙罗勒、博布里、布瓦圣玛丽、布里奥奈地区科隆比耶、日布勒、马尔西伊拉格尔斯、蒙默拉尔、沃德巴里耶、韦罗夫尔。

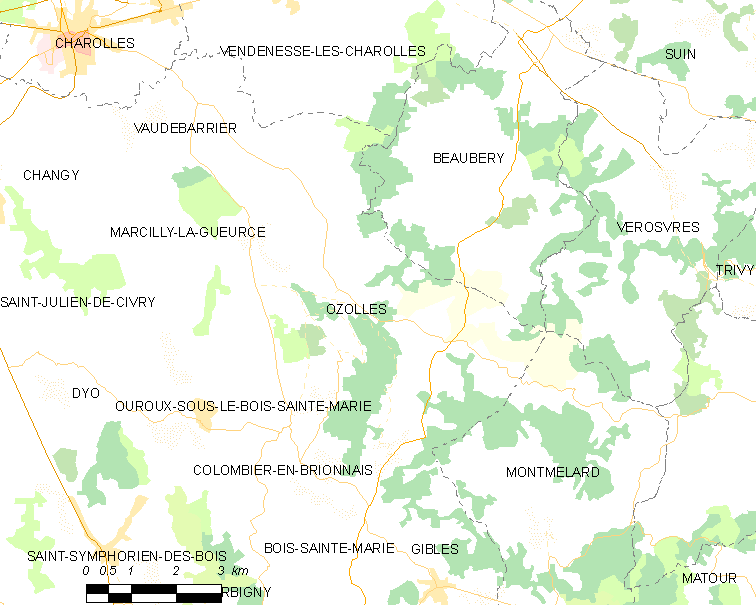
奥佐勒的OSM定位图

奥佐勒的时区为UTC+01:00、UTC+02:00（夏令时）。

## 行政
奥佐勒的邮政编码为71120，INSEE市镇编码为71339。

## 政治
奥佐勒所属的省级选区为沙罗勒县。

## 人口

1962-2008年间奥佐勒人口变化图示

奥佐勒于2022年1月1日时的人口数量为371人。